# 2011年香港
|        | 香港歷史 \| 香港歷史年表                                                                                                   |
| 世紀： | 20世紀香港 \| 21世紀香港 \| 22世紀香港                                                                                     |
| 年代： | 1980年代香港 \| 1990年代香港 \| 2000年代香港 \| 2010年代香港 \| 2020年代香港 \| 2030年代香港 \| 2040年代香港               |
| 年份： | 2007年香港 \| 2008年香港 \| 2009年香港 \| 2010年香港 \| 2011年香港 \| 2012年香港 \| 2013年香港 \| 2014年香港 \| 2015年香港 |
| 紀年： | 辛卯年（兔年）、香港開埠170周年、香港回歸14周年                                                                            |

## 政府

### 行政

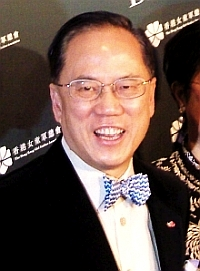
行政長官：曾蔭權
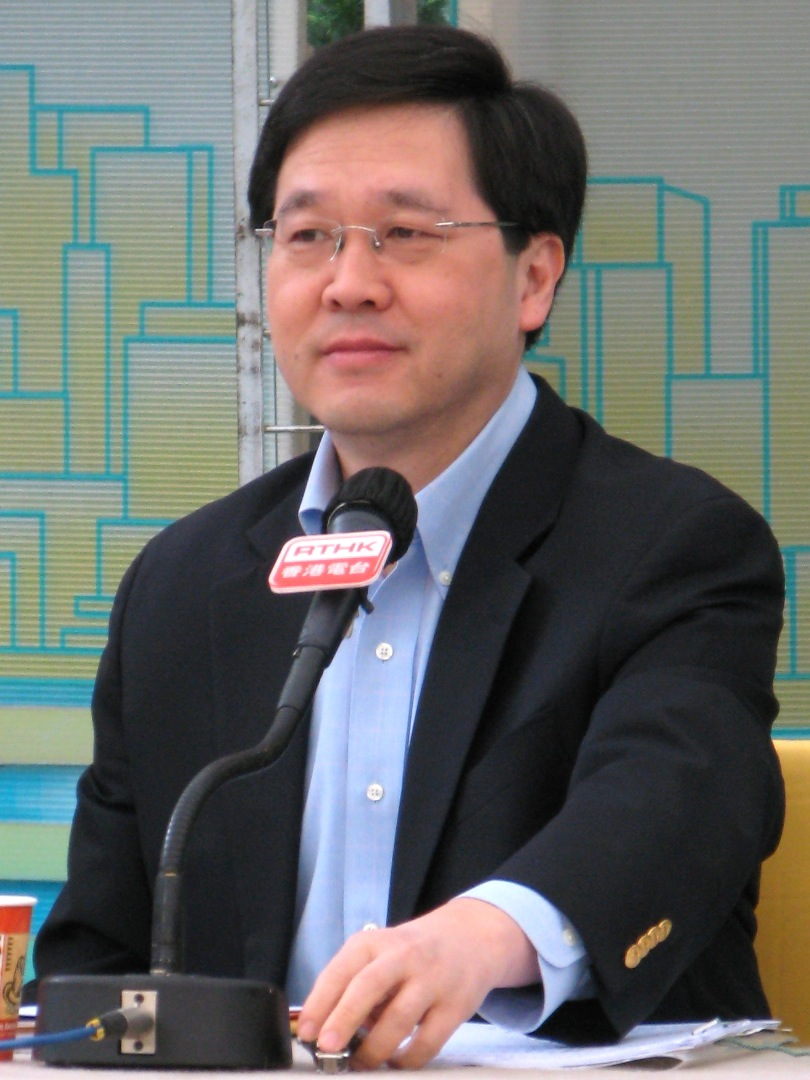
政務司司長：林瑞麟
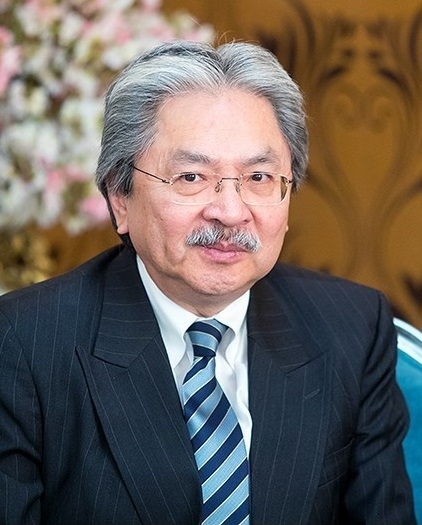
財政司司長：曾俊華
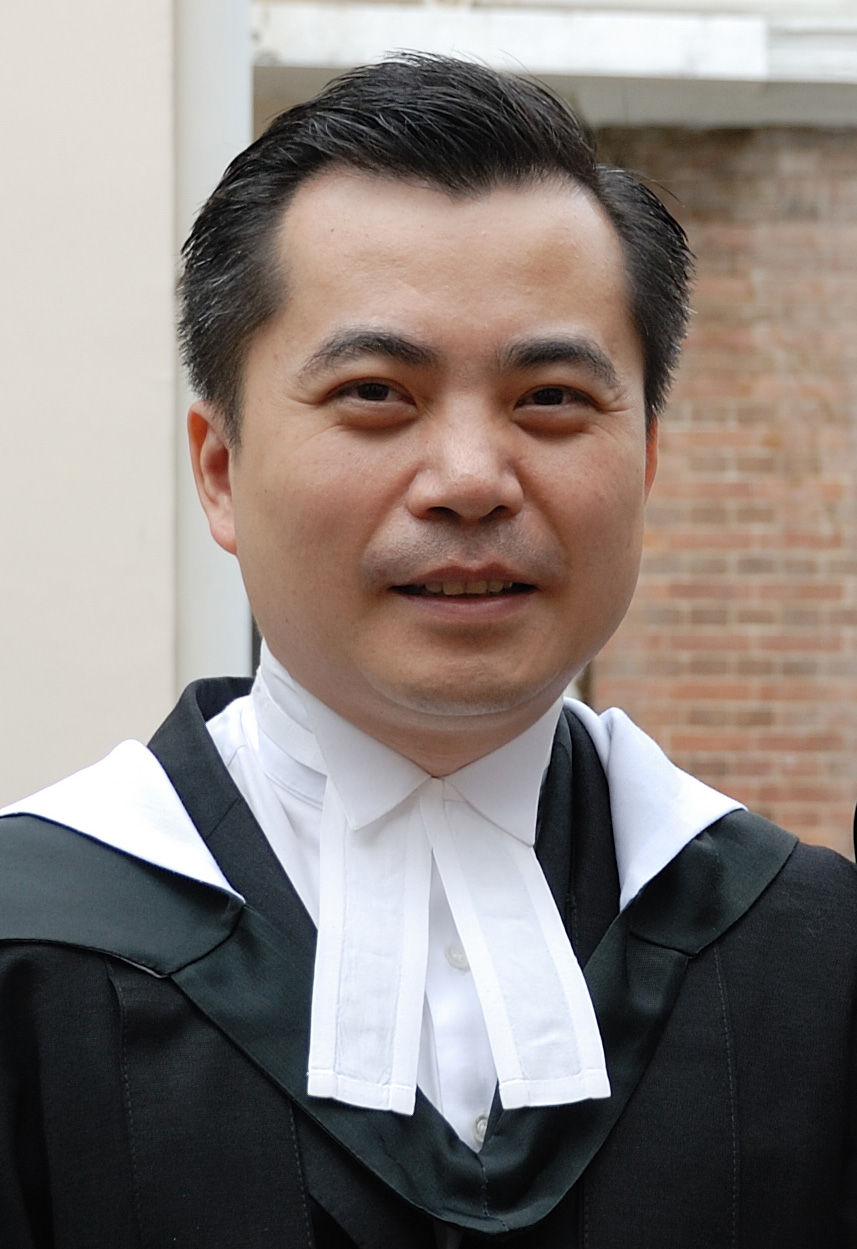
律政司司長：黃仁龍

### 立法

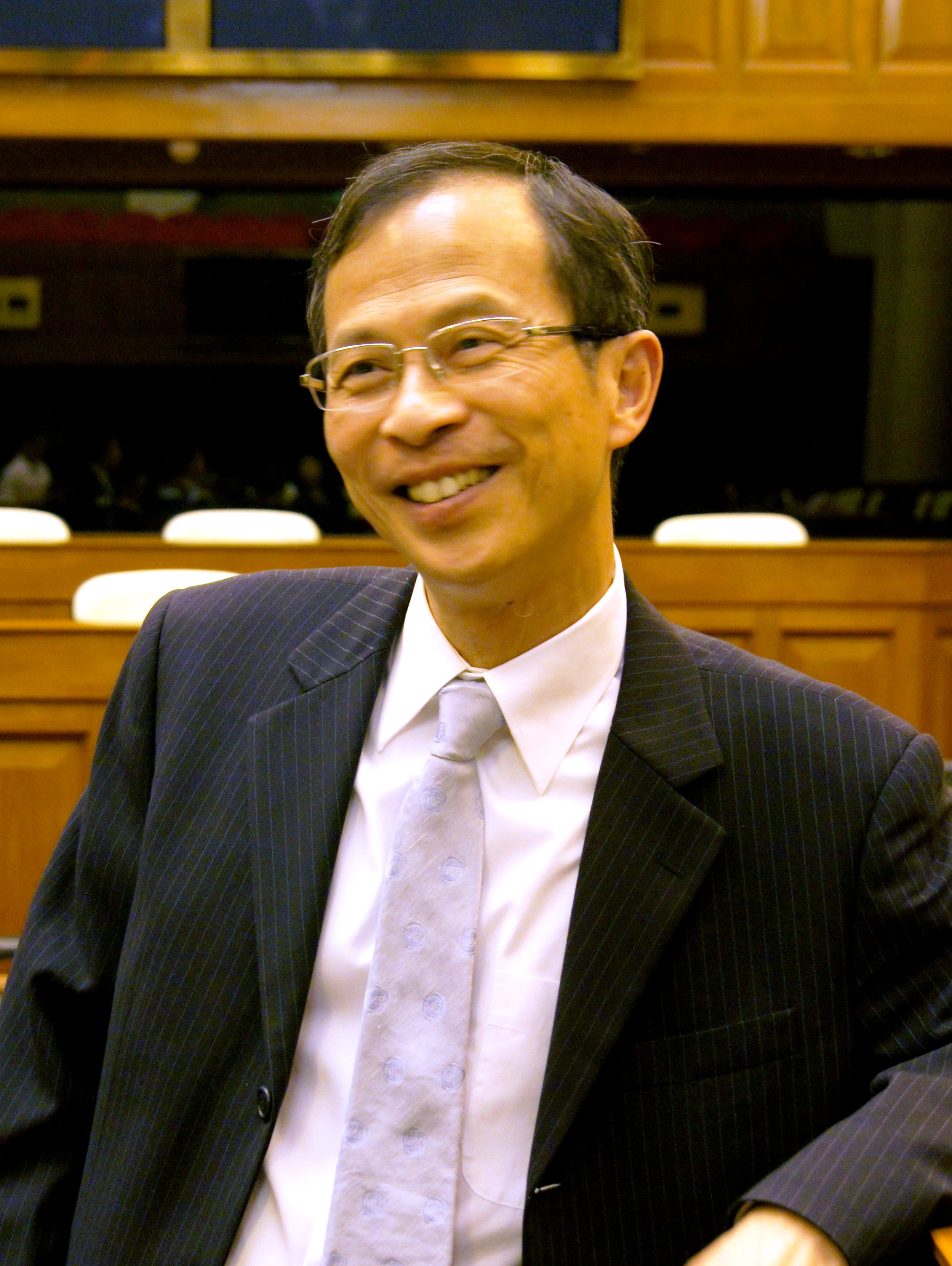
立法會主席：曾鈺成

### 司法

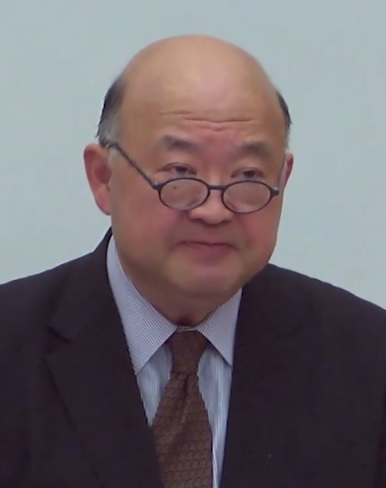
終審法院首席法官：馬道立

### 成員變動

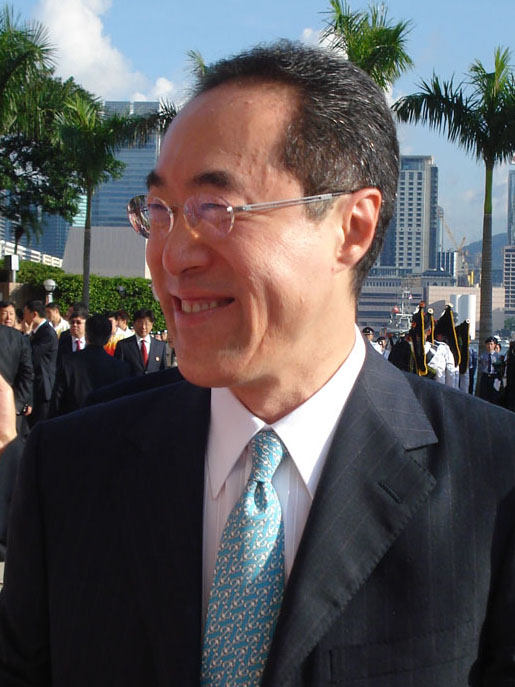
政務司司長：唐英年（辭職）

## 論述

### 政治
- 香港民運領袖、支聯會主席司徒華因肺癌病逝，終年79歲。
- 2011年香港區議會選舉在11月6日舉行，投票率與過往相若。但選舉過後，傳媒陸續揭發選舉種票問題。
- 唐英年、梁振英、何俊仁和馮檢基先後宣佈參選2012年特首選舉。

### 經濟
- 政府計劃於香港國際機場北面建第三條跑道，並進行公眾諮詢，但計劃遭環保團體反對。
- 香港股市方面，受歐洲主權債務問題、美國的信貸評級被下調，再加上內地可能推出宏觀緊縮措施，均損害市場氣氛。截至 2011 年底，恒生指數及恒生國企指數較 2010 年底分別為18434.39 和 9936.48,  下跌20.0% 及 21.7%。

### 民生
- 首個法定最低工資於本年5月1日正式實行。
- 香港立法會財務委員會否決政府對申辦2023年亞運會的撥款申請[1]
- 3月的財政預算案中，政府宣佈向每名18歲以上永久性居民派發6,000港元。
- 天文台表示本年1月是自1977年以來最寒冷的1月，平均氣溫為13.7度，較正常低2.4度，雨量亦只得5.4毫米，只及正常值的22%左右[2]。
- 外傭居港權爭議[3] 及中國內地雙非孕婦來香港產子問題，在本年引起社會廣泛關注。
- 亞洲電視誤報前中國領導人江澤民死訊，惹起軒然大波，被廣管局罰款30萬港元。

### 災難

#### 天災
- 9月29日，颱風納沙襲港，導致香港天文台發出2年來首個八號烈風或暴風信號，25人受傷。[4]

#### 人禍
- 6月15日，土瓜灣馬頭圍道發生奪命三級火，促使政府關注舊樓的劏房問題。
- 11月30日，旺角花園街排檔發生更嚴重的四級大火，震驚全港。

## 概述

### 大事時序

#### 1月
- 1月2日：支聯會主席司徒華因肺癌病逝。
- 1月9日：香港新政黨「新民黨」成立。

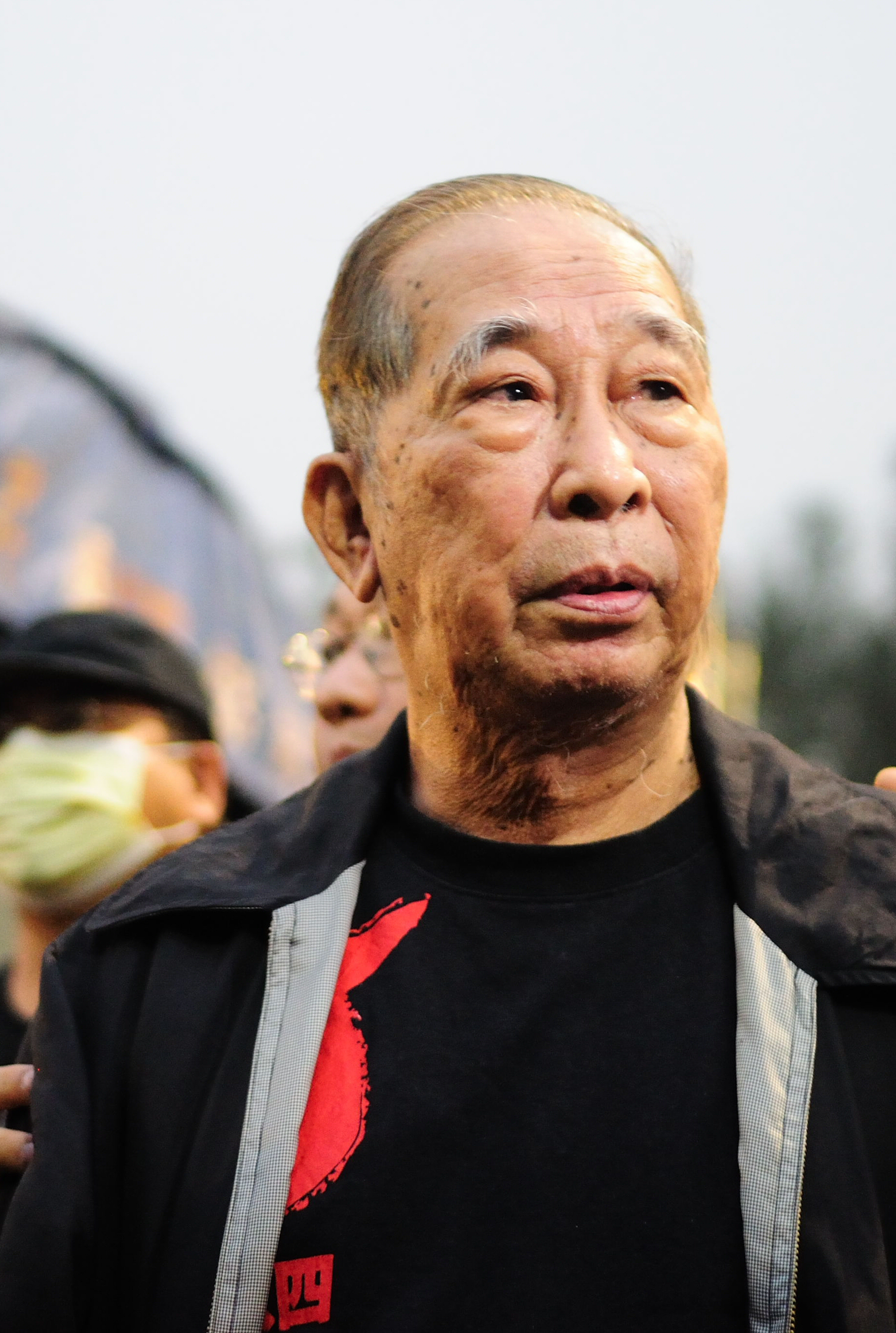
香港民主派元老司徒華，多年來堅持平反六四及建設民主中國

- 1月11日：警務處處長曾偉雄上任首日，遭遇一名警長在執勤中猝死的殉職事件。一名41歲鄉村巡邏隊警長於午飯後，與同袍在10℃低溫之下徒步上馬鞍山視察地形，部署反偷渡行動，其間不適昏迷，由政府飛行服務隊送院搶救後不治。[5]
- 1月19日：港鐵欣澳站東涌線路軌於早上6時許發現有裂紋，港鐵經緊急搶修，於8時40分完成臨時維修工程，導致列車服務受阻，東涌線行車時間較正常延誤數分鐘。[6]
- 1月20日：一名於國泰任職資深空姐，早上在一架由意大利米蘭飛來本港的12小時長途客機上執勤後下班，甫抵赤鱲角機場入境大堂時突全身抽搐暈倒猝死。[7]
- 1月31日：灣仔大王東街唐樓3日內兩次出現震動，居民再報警疏散。[8]
- 1月31日：青馬大橋發生一宗撲朔迷離的致命交通意外。一輛正前往東涌接載學童的16座校巴，行至青馬大橋時，其51歲李姓跟車保母突然萌生死念跳車自殺身亡，肇事校車於行駛5公里後方被截停。[9]

#### 2月
- 2月6日：香港發生導遊團友毆打事件，同日，山東發生涉及香港旅行團交通意外。
- 2月10日：堅尼地城一名廚房工人疑精神病發，全裸遊街近半句鐘，欲衝進茶餐廳騷擾兩婆孫，被驅趕後轉移目標企圖脫去門外另一老婦的褲，裸漢更一度騎在老婦身上，老婦死命拉緊褲子，途人急忙合力制止，裸漢事後聲稱欲強姦老婦，被送院檢驗。[10]
- 2月12日：葵涌石籬邨石偉樓26樓殺夫案。
- 2月10日：港鐵金鐘站過海往尖沙嘴站路段發現路軌有裂紋，影響列車班次，由早上7時許起受阻4小時。[11]
- 2月13日：尖沙嘴對開海面發生撞船意外，一艘領港船與前往澳門的新渡輪高速雙體船碰撞後入水沉沒，領港船上3人不適，最少2人送院。[12]
- 2月16日：香港電燈公司易名為電能實業有限公司。

#### 3月
- 3月1日：
  - 跑馬地黃泥涌道一條30年地底食水管突然爆裂，黃泥涌道嚴重水浸，銅鑼灣及灣仔區食水供應嚴重受影響。[13]
  - 特首曾蔭權出席辛亥革命展覽活動，進入會場前，數名社民連示威者接近欲遞上粟米斑塊飯引起混亂，其間曾蔭權被撞傷。[14]
- 3月15日：南丫島榕樹灣大園村沙發藏屍案。
- 3月22日：
  - 葵涌石籬邨石華樓5樓扼斃女嬰案。
  - 橫頭磡邨宏暉樓10樓殺妻案。

#### 4月
- 4月16日：一名退休懲教署人員在深水埗富昌邨家中抹槍械時走火，意外槍傷大腿。 警方在搜查單位後，發現大量長短槍、仿真度極高的玩具槍、汽槍及各類不同彈藥。[15]。

#### 5月
- 5月1日：
  - 尖沙咀漢口道漢宜大廈墮樓案。
  - 最低工資正式實行，最低時薪為28元。
- 5月5日：葵涌劏房餓死嬰案。
- 5月6日：傑志作客以7:2擊敗港會，以44分重奪失落47年的甲組聯賽冠軍。
- 5月8日：一列輕鐵列車在天水圍天悅站對開與一輛貨櫃車相撞出軌，造成23人受傷。
- 5月11日：新堅尼地城泳池第一期啟用。
- 5月14日：第3屆全港運動會開幕
- 5月20日：香港史上最高派彩額六合彩攪珠。
- 南港島綫東段動工

#### 6月
- 6月2日：觀塘線延線動工，但延至7月25日舉行動工典禮。
- 6月6日：預計所有小巴已安裝限速器。

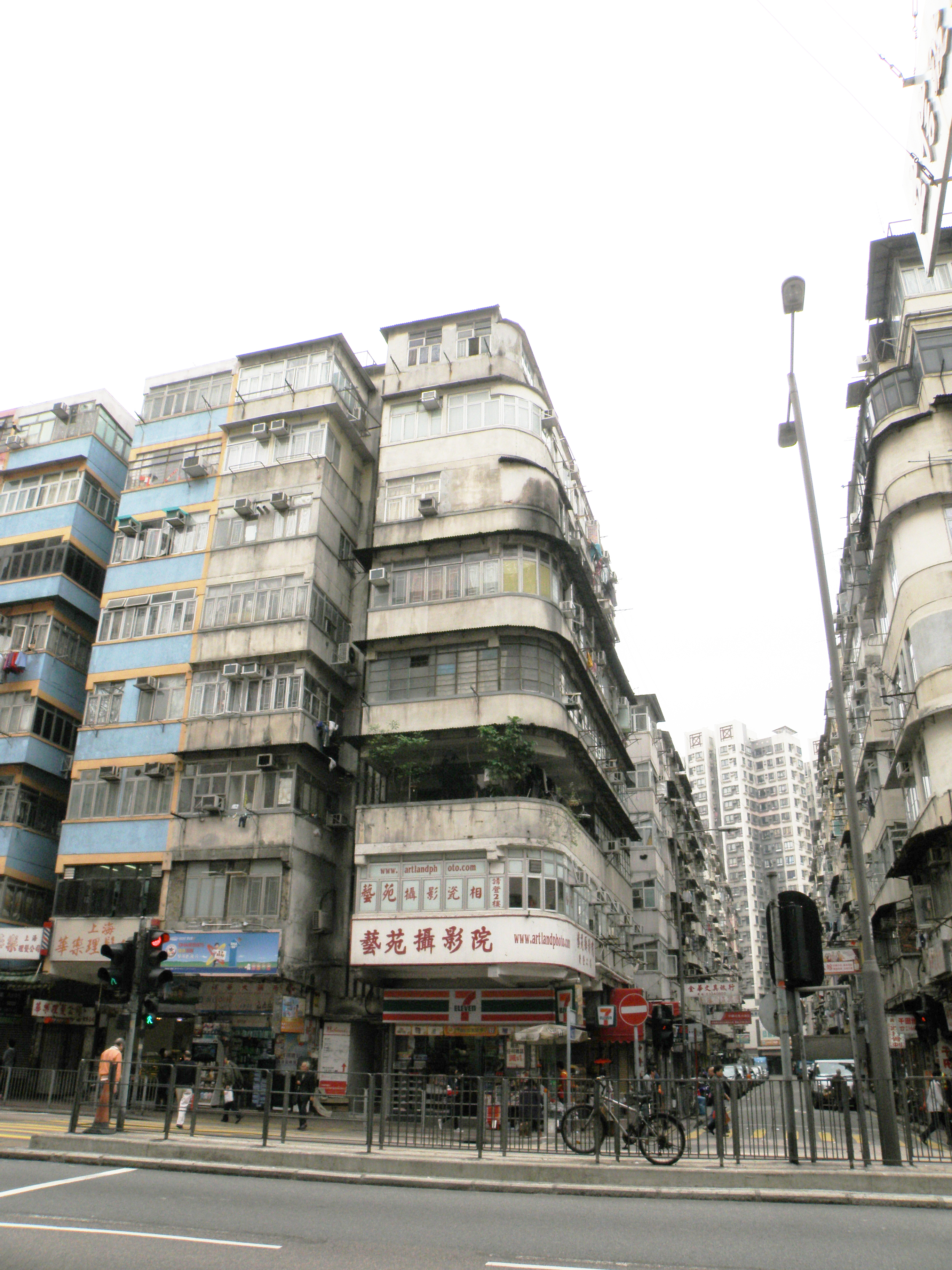
馬頭圍道一幢唐樓（中）發生三級火造成4死19傷

- 6月15日：土瓜灣一棟唐樓發生三級火，4死19傷。
- 6月29日：廟街202號禮品店謀殺案。
- 6月30日：每10年一次，為期1個月的人口普查當天展開[16]。

#### 7月
- 7月6日：亞洲電視誤報前中國領導人江澤民死訊，惹起軒然大波。
- 7月24日：葛兆源取得荃灣區議會議席。

#### 8月
- 8月8日：行政長官辦公室由禮賓府遷往金鐘。
- 8月16日：中共中央政治局常委、國務院副總理李克強抵港，開始對香港為期三天的訪問。
- 8月18日：
  - 荃灣青龍灣海岸殺妻案。
  - 添馬艦發展工程竣工，新政府總部及立法會大樓啟用。李克強訪問香港期間保安爭議在麗港城及香港大學校園內發生。
- 8月22日：粉嶺華明邨耀明樓25樓殺夫倫常命案。
- 8月28日：派發六千元計劃開始接受登記。

#### 9月
- 9月1日：立法會由中區遮打道遷往金鐘立法會大樓
- 9月9日：沙田美林邨美桃樓11樓命案。
- 9月13日：中秋節凌晨，慈雲山巴士站遭到縱火，三輛九巴嚴重焚毀。[17]
- 9月15日：鄧忍光以政務官身份空降到香港電台擔任廣播處長，數十名港台員工及公民黨代表以黑地氈迎接抗議。[18]
- 9月28日：2011年度邵逸夫獎頒發。
- 9月29日：颱風納沙襲港，天文台發出八號烈風或暴風信號，柴灣一艘無載人的浮躉連同運沙船受颱風影響，斷錨並撞毀杏花邨49座對開岸邊的石壆及部份圍欄，50多名居民一度要疏散。
- 9月30日：高等法院裁定《入境條例》限制外傭申請永久居港權的條文違反《基本法》。[19]

#### 10月
- 10月5日：屯門大興邨興泰樓命案。
- 10月6日：淘大花園無屍兇案。
- 10月12日：石排灣邨碧園樓15樓情殺案。
- 10月16日：停辦33年的渡海泳於今日恢復舉辦。
- 10月25日：將軍澳發生電單車司機被小巴撞至重傷事故，電單車司機送院後證實死亡。[20]
- 10月30日：香港迪士尼樂園發生啟用以來首宗小火車出軌事故，疑涉及人為因素，操作人員調整路軌轉向器時懷疑出錯致車頭六個車輪出軌。涉事員工被停職，小火車事發後第二天暫停運作。機電工程署介入調查。[21][22]

#### 11月

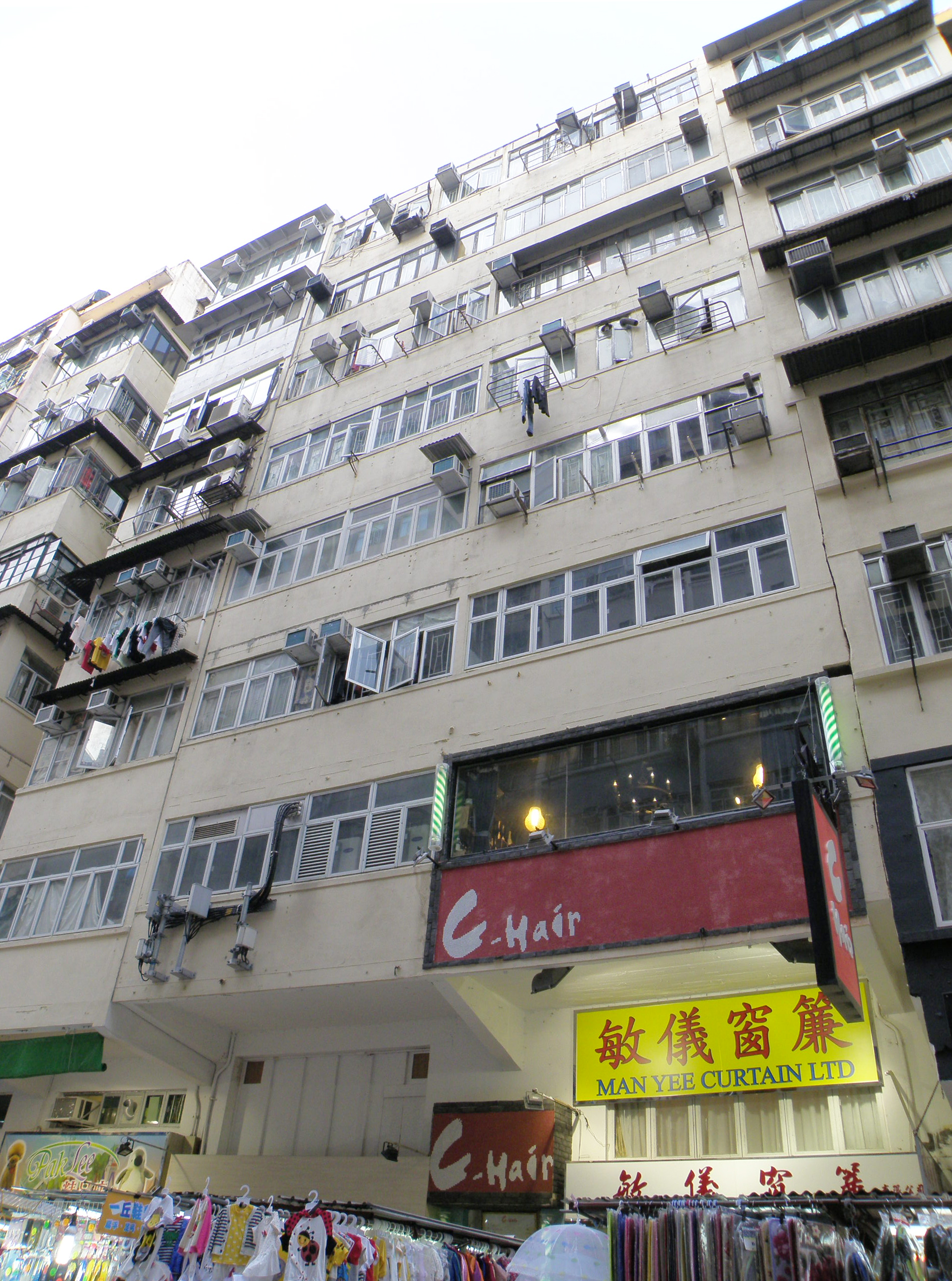
花園街唐樓四級火，9死34傷，為1997年香港回歸後最多人喪生、香港歷來第24位多人死亡的火災

### 被判刑人士
- 1月14日：陳學殷（27歲），因勒索七十三歲富商Ｘ先生三百萬元罪成被判入獄15月

### 刑滿出獄人士
- 9月18日：陳學殷（27歲），昨日終於可離開囚禁了她九個月的羅湖懲教所

### 逝世
- 1月2日：司徒華（79歲），生前為支聯會主席，因肺癌病逝。
- 1月11日：馮國豪（41歲），編號51547，1991年投身警察隊，入職19年，2009年擢升為警長，同年獲頒授香港警察長期服務獎章，生前隸屬沙田警區軍裝巡邏小隊，原負責一般日常巡邏，最近被抽調至沙田分區鄉村巡邏隊，負責野外巡邏，惟於是日執勤期間病發身亡。
- 1月24日：羅兆輝（47歲），生前曾在本港炒樓致富，坐擁20億身家，惟於是日疑因心臟病發猝死，屍體被發現倒斃在東莞常平一律師樓內。
- 2月7日：陳蕉琴博士（95歲），香港女性企業家和慈善家。
- 3月29日：鄧光榮（64歲），於睡夢中去世。
- 4月22日：蔣世豪（35歲），綽號「豪豬」，前香港足球代表隊成員之一，凌晨於天水圍寓所內與其妻子爭執後跳樓身亡。
- 5月19日：程文輝（75歲），香港首名失明社工，有「中國海倫凱勒」之稱，於美國洛杉磯逝世。
- 5月21日：趙葭甫（65歲），生前為荃灣區議員
- 9月10日：曾近榮（84歲），人稱「曾Sir」，香港電台節目主持，曾參與電視電影演出，因病逝世。
- 11月8日：許冠英（65歲），生前為著名演員及歌手，歌神許冠傑之兄，笑匠許冠文、許冠武之弟，被發現倒斃於九龍塘馬可尼道住所。
- 11月10日：關聖佑（68歲），流行音樂詞曲作家，經典賀年歌曲《歡樂年年》、《迎春花》作曲及填詞人。
- 11月15日：王偉 （72歲），資深演員，因胃癌病逝。

## 其他資訊

### 活動

#### 演唱會

##### 紅磡體育館
- 3月
  - 鄭伊健
  - 呂方
  - 巫啟賢、邰正宵
  - 周慧敏
  - 張智霖
- 4月
  - 鄭少秋、汪明荃
  - 張學友
- 5月
  - 鄧紫棋
  - 五月天
  - 許志安
- 6月
  - 盧廣仲
  - 梁靜茹
  - 林子祥
  - 蔡依林
- 7月
  - Mr.
  - 羅志祥
  - 李克勤
  - 林峯
- 8月
  - 蕭敬騰
  - 草蜢
  - 許志安
- 9月
  - 關菊英
  - 朱咪咪
  - 林憶蓮
- 10月
  - 古巨基
- 12月
  - 郭富城

### 節慶
下列節慶，如無註明，均是香港的公眾假期，同時亦是法定假日（俗稱勞工假期）。有 # 號者，不是公眾假期或法定假日（除非適逢星期日或其它假期），但在商業炒作下，市面上有一定節慶氣氛，傳媒亦對其活動有所報導。詳情可參看香港節日與公眾假期。
- 1月1日（星期六）：元旦
- 2月3日（星期四）：農曆年初一
- 2月4日（星期五）：農曆年初二
- 2月5日（星期六）：農曆年初三
- 4月4日（星期一）：兒童節 #
- 4月5日（星期二）：清明節
- 4月22日（星期五）：耶穌受難節（是公眾假期，但不是法定假日）
- 4月23日（星期六）：耶穌受難節翌日（是公眾假期，但不是法定假日）
- 4月25日（星期一）：復活節星期一（是公眾假期，但不是法定假日）
- 5月1日（星期日）：勞動節
- 5月2日（星期一）：勞動節翌日（補5月1日）
- 5月10日（星期二）：佛誕（是公眾假期，但不是法定假日）
- 6月6日（星期一）：端午節
- 7月1日（星期五）：香港特別行政區成立紀念日
- 9月12日（星期一）：中秋節 #
- 9月13日（星期二）：中秋節翌日
- 10月1日（星期六）：中華人民共和國國慶日
- 10月5日（星期三）：重陽節
- 10月31日（星期一）：萬聖夜 #
- 12月22日（星期四）：冬至（是法定假日，但不是公眾假期，根據法定假日放假的機構，或會聖誕節放假，冬至不放假。部份機構或會提早下班）
- 12月24日（星期六）：平安夜#（不是公眾假期或法定假日，但部份機構或會提早下班或放假一天）
- 12月25日（星期日）：聖誕節
- 12月26日（星期一）：聖誕節後第一個周日（根據法定假日放假的機構，或會冬至放假，聖誕節不放假）
- 12月27日（星期二）：聖誕節後第二個周日（補12月25日）（是公眾假期，但不是法定假日）
- 12月31日（星期六）：公曆除夕# （不是公眾假期或法定假日，但部份機構或會提早下班或放假一天）

### 獎項

#### 第30屆香港電影金像獎
- 最佳電影：打擂台
- 最佳導演：徐克（狄仁傑之通天帝國）
- 最佳編劇：彭浩翔、麥曦茵（志明與春嬌）
- 最佳男主角：謝霆鋒（線人）
- 最佳女主角：劉嘉玲（狄仁傑之通天帝國）
- 最佳男配角：泰迪羅賓（打擂台）
- 最佳女配角：邵音音（打擂台）
- 最佳新演員：陳奐仁（李小龍）
- 最佳攝影：鮑德熹（孔子：決戰春秋）
- 最佳剪接：張嘉輝（葉問2）
- 最佳美術指導：趙崇邦（狄仁傑之通天帝國）
- 最佳服裝造型設計：余家安（狄仁傑之通天帝國）
- 最佳動作設計：洪金寶（葉問2）
- 最佳音響效果：王丹戎、趙楠（狄仁傑之通天帝國）
- 最佳視覺效果：李庸基、南相宇（狄仁傑之通天帝國）
- 最佳原創電影音樂：泰迪羅賓、韋啓良（打擂台）
- 最佳原創電影歌曲：Here to Stay（東風破）（主唱、作曲 、填詞：恭碩良）
- 新晉導演：莊文強（飛砂風中轉）
- 最佳亞洲電影：告白（ 日本）
- 專業精神獎：陳自強
- 終身成就獎：黎筱娉
- 典禮最佳衣著獎：吳彥祖（男）、文詠珊（女）

#### 電視廣播有限公司獎項
- 香港先生：李晉強
- 香港小姐冠軍：朱晨麗
- 最佳男主角：鄭嘉穎
- 最佳女主角：胡杏兒
- 萬千光輝演藝大獎（終身演藝成就獎）：李香琴
- 最受歡迎男歌星：古巨基
- 最受歡迎女歌星：容祖兒
- 金曲金獎：Chok

#### 邵逸夫獎
- 數學科學獎：季米特里奧斯·赫里斯托祖盧及理查德·哈密頓
- 天文學獎：恩里科·科斯塔及傑拉爾德·菲什曼
- 生命科學與醫學獎：朱爾·A·奧夫曼、魯斯蘭·麥哲托夫及布魯斯·博伊特勒